# Gardariki

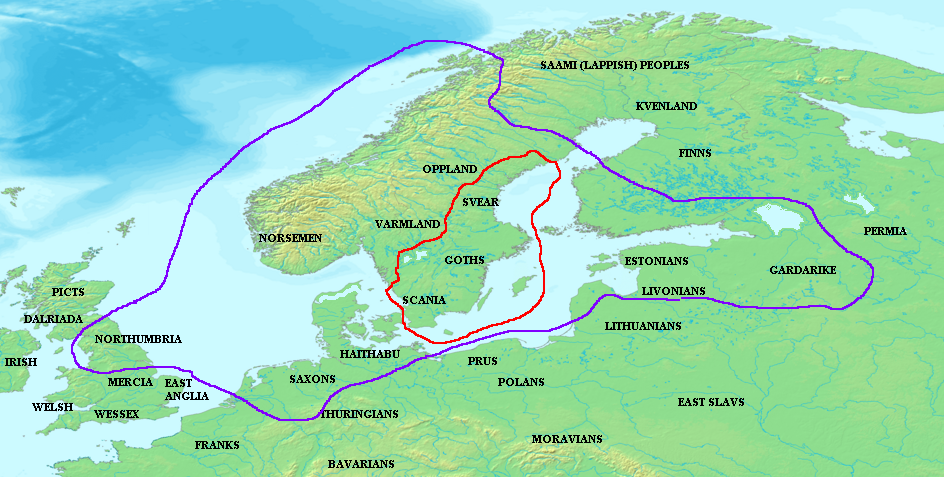
Królestwo Ivara Vidfamne (czerwona linia) i terytoria zależne (niebieska linia), obejmujące na wschodnim krańcu Gardariki.
Ilustracja na podstawie sag

Gardariki (nor. Garðaríki, kraj grodów) – nazwa pojawiająca się w źródłach skandynawskich, oznaczająca w X–XI wieku łańcuch fortów ciągnący się wzdłuż rzeki Wołchow do Ładogi. Z czasem nazwa ta przeszła na całą Ruś. 
Analogicznie tym samym terminem można na podstawie Geografa Bawarskiego i źródeł archeologicznych nazwać kraj Słowian zachodnich. 
Rdzeń wyrazu gród był wspólny w językach germańskich i słowiańskich. Dziś tkwi on zarówno w polskich wyrazach gród i ogród, jak i w angielskim garden.
Początkowo słowem tym Normanowie określali kraj Finów. Według sagi król Ivar Vidfadme (Ívarr inn víðfaðmi) zdobył w VII wieku „Kurland, ok. Eastland ok. all Austriki til gardarikis tj. Kurlandię i ziemię Estów i wszystką ziemię wschodnią aż do Gardariki”. Ekspansję tę potwierdzają groby szwedzkie w Kurlandii z VII i VIII w. Współczesny historyk Omeljan Pritsak zauważa jednak, że terminem tym mogli się również posługiwać Normanowie dla określenia ziem Fryzji w VIII w.
Państwo staroruskie wzięło tę nazwę od kupców i wojowników, głównie normańskiego pochodzenia zwanych Waregami.
Najazd Normanów na „ruską” Gardarikę znalazł odbicie w sagach Olafa Tryggvasona i Olafa Świętego opowiadających o wyprawach Eirika na Ładogę oraz Swenda na Gardarikę.
Oddziały te miały dokonać gwałtów na jego mieszkańcach. Odnaleziono nawet napis na kamieniu runicznym o nabyciu w Szwecji majątku ziemskiego za środki osiągnięte w Gardarice.
Oddziałami najemnych Waregów posługiwał się również Jarosław Mądry w czasie swoich podbojów.
Latopisy ruskie wspominają o 25 znaczniejszych grodach ciągnących się na szlaku od Waregów do Greków, oraz w kierunku do Biarmii. Do najważniejszych należał Nowogród Wielki (Holmgard) oraz Kijów (Kaenugard).
W Europie wczesnośredniowiecznej technika budowy takich obronnych umocnień była znana od dawna, ponieważ nie znano miast otwartych czy pozbawionych osłony w postaci grodu, muru lub ostrokołu. Na całej przestrzeni wczesnosłowiańskiej rozpoczyna się ona ok. VII w. Ostatnie grody jako zalążek systemu organizacji osadnictwa powstają na Dzikich Polach w XVI wieku.